# 苯磺酸阿曲庫銨
苯磺酸阿曲庫銨（INN：atracurium besilate，USAN：atracurium besylate ）简称阿曲库铵，是一種非去极化类肌肉鬆弛劑，可在手術或機械換氣期間與其他藥物一起使用，也可讓醫生更容易進行氣管插管操作。
阿曲庫銨的结构属于人工合成的双季铵酯型苄异喹啉类，肌肉松弛作用为中效，在人体自然降解，可用于肝肾功能不全的患者；不過，如需要快速產生肌肉鬆弛效果，琥珀膽鹼通常是首選藥物。此藥物係透過靜脈注射方式給藥。約於給藥後4分鐘時的效果最佳，作用時間可維持一小時。
用藥後常見的副作用有皮膚潮紅和低血壓。嚴重的副作用有過敏反應，但與惡性高熱無關聯。可能會對患有重症肌無力等疾病的個體造成長期癱瘓的風險。此藥物屬於神經肌肉阻滯藥家族，歸類為非去極化類型，它的活性是阻斷乙醯膽鹼對骨骼肌的影響而發揮作用。
苯磺酸阿曲庫銨於1983年取得美國食品藥物管理局（FDA）核准用於醫療用途。且已列入世界衛生組織基本藥物標準清單之中。市面上有其通用名藥物流通。

## 醫療用途
苯磺酸阿曲庫銨可與其他藥物一起使用，在手術或機械通氣期間提供骨骼肌鬆弛之用。也可讓醫生更容易進行氣管插管，但用藥後最多需要2.5分鐘後才適於進行。

## 作用持續時間
神經肌肉阻滯藥依其藥理作用的持續時間進行分類，定義如下：
| 參數                                   | 超短效 | 短效  | 中效期 | 長效期 |
| -------------------------------------- | ------ | ----- | ------ | ------ |
| 臨床作用時間（從注射到T25%恢復的時間） | 6-8    | 12-20 | 30-45  | >60    |
| 恢復時間（從注射到T95%恢復的時間）     | <15    | 25-30 | 50-70  | 90-180 |
| 恢復指數 (T25%-T75%恢復斜率)           | 2-3    | 6     | 10-15  | >30    |

附註：T25%指的是注射藥物至神經肌肉接合處，恢復25%傳導功能所需時間，其餘依此類推。

## 在受控臨床研究中觀察到的不良反應
通常人體對於苯磺酸阿曲庫銨耐受性良好，在廣泛的臨床試驗中較少發生不良反應。大多數不良反應與組織胺釋放相關。在一項包括875名患者的研究中，僅有一名患者需要停藥（需治療支氣管分泌物），另有6名患者需要治療與此藥物相關的不良反應（1人為喘鳴，5人為低血壓）。在5名需要治療低血壓的患者中，3人有顯著心血管疾病史。因此臨床上重要不良反應的總發生率為7/875（即0.8%）。

## 藥物動力學
苯磺酸阿曲庫銨是一種非去極化型骨骼肌鬆弛劑。在監測周圍神經刺激的肌肉抽搐反應以評估肌肉鬆弛程度的情況下，使用此藥物最為有利。此藥物產生的神經肌肉阻滯持續時間約為使用氯化筒箭毒鹼、甲庫林Metocurine和泮庫溴銨初始等效劑量阻滯持續時間的三分之一到二分之一。
若在每次苯磺酸阿曲庫銨維持劑量給藥前，給予肌肉功能充分恢復的時間，縱然用藥數次也不會延長整體的肌肉鬆弛時間。

## 作用機轉
苯磺酸阿曲庫銨透過與運動終板上的乙醯膽鹼受體位點競爭性結合來拮抗乙醯膽鹼的神經傳導物質作用。這種拮抗作用可被乙醯膽鹼酯酶抑制劑（例如新斯狄明、依酚溴銨和吡斯的明）抑制，將神經肌肉阻滯逆轉。

## 特定群體

### 懷孕
在動物身上的實驗顯示，苯磺酸阿曲庫銨可能導致胎兒畸形。目前缺乏足夠的人體懷孕研究數據，因此個體於懷孕期間使用此藥物時，必須謹慎評估其潛在益處與對胎兒可能造成的風險。

### 母乳哺育
苯磺酸阿曲庫銨是否會分泌至母乳尚未有明確的科學證據。鑑於許多藥物皆可能透過母乳影響嬰兒，哺乳婦女在使用此藥時應諮詢醫師。

### 幼兒使用
尚未確定該藥物在年齡1個月以下的兒童患者中使用的的安全性和有效性。

### 年長者使用
自此藥物於1983年上市以來，不受控制的臨床經驗和有限的對照試驗數據尚未確定健康老年患者和年輕患者之間的有效性、安全性或使用劑量存在差異，然而，建議使用周圍神經刺激器監測神經肌肉功能，與對待其他神經肌肉阻滯藥的方式一樣。

## 歷史
苯磺酸阿曲庫銨於1974年由於蘇格蘭斯特拉斯克來德大學藥劑師及藥物化學博士生George H. Dewa首次製備。斯特拉斯克來德大學將此成果授權給英國惠康基金會，隨後惠康基金會開發出此藥物（當時稱為BW 33A）並於1979年首次進行人體試驗，最終於1983年在英國獲准用於臨床麻醉用途。所推出產品的商品名稱為Tracrium。

## 外部連結
- 醫學主題詞表（MeSH）：Neuromuscular+blocking+agents

Template:Muscle relaxants
Template:Nicotinic acetylcholine receptor modulators